# Belgisch Olympisch en Interfederaal Comité
Het Belgisch Olympisch en Interfederaal Comité (BOIC), in het Frans Comité Olympique et Interfédéral Belgique (COIB), is de sportorganisatie die België  vertegenwoordigt in het IOC. Het federatieve betekent hier dat de vzw 81 Belgische sportbonden vertegenwoordigt.

## Over het BOIC
Het BOIC heeft voor ogen om actief bij te dragen aan het imago van België als succesvol land in de sportwereld door het aantal Belgische atleten in de wereldtop (Top 8) op de Olympische Spelen aanzienlijk te verhogen.
Om deze doelstelling te verwezenlijken richt het BOIC zich op 4 pijlers:
1. Het selecteren van Belgische topatleten en hen in optimale omstandigheden naar de Olympische Spelen sturen om er maximaal te presteren met respect voor de olympische waarden.
2. Het mobiliseren van alle betrokken actoren om een ‘Topsportklimaat’ te creëren in België.
3. Het ondersteunen van de sportfederaties, leden van het BOIC, in hun activiteiten.
4. Het integreren van de waarden van de Olympische Beweging, waarvan het Belgisch Olympisch en Interfederaal Comité in België de vertegenwoordiger is.

### Ontstaan van het BOIC
Kapitein Clément Lefébure, commandant van de Ecole Normale de Gymnastique et d’Escrime van het Belgische leger, komt de eer toe van stichter van het Belgisch Olympisch Comité. Dit gebeurde naar aanleiding van de voorbereiding van de Olympische Tussenspelen van Athene in 1906. Lefébure nam toen het initiatief om een ad-hoc-comité samen te stellen dat Belgische atleten naar Athene zou sturen.
Op 18 februari 1906 werd een stichtingsvergadering gehouden in de zaal van de Vereniging van Ingenieurs en Industriëlen het Brusselse Hotel Ravenstein. Zo ontstond het BOC met baron Edouard de Laveleye als eerste voorzitter en Cyrille Van Overbergh als medevoorzitter.
Voor de stichting van het BOC onderhielden vooraanstaande Belgen nauwe banden met Pierre de Coubertin, de stichter van de Olympische Beweging en de tweede voorzitter van het Internationaal Olympisch Comité. Onder invloed van onder anderen Koning Leopold II werd het Olympisch Congres van 1905 georganiseerd in Brussel.

### Organisatie van de Spelen van de 7e Olympiade, Antwerpen 1920
Deze Spelen van de VIIe Olympiade werden toegekend aan België als compensatie na de Eerste Wereldoorlog. Graaf de Baillet Latour speelde een belangrijke rol aan de zijde van secretaris-generaal Alfred Verdyck in de organisatie van deze Spelen. Verschillende nieuwe elementen werden ingevoerd in Antwerpen. Zo legde de Belg Victor Boin er voor het eerst de olympische eed af in naam van alle atleten. Ook de traditie om de olympische vlag te hijsen ontstond er. Baron de Coubertin ontwierp deze vlag in hoogsteigen persoon in 1914. Als teken van vrede werden er witte duiven gelost.
Naderhand verklaarde Pierre de Coubertin dat hij opgetogen was over deze Spelen: “Dat is de inbreng van de VIIe Olympiade: zij toonde de wereld op een lichtgevende manier de opvoedkundige, de morele en de sociale dynamiek dat het herrezen en modern Olympisme verbergt”.
Op 28 mei 1925 volgde onze landgenoot Graaf Henri de Baillet Latour Pierre de Coubertin op als voorzitter van het Internationaal Olympisch Comité. Hij zat het IOC voor gedurende zeventien jaar, tot aan zijn dood in 1942.
Op 16 juli 1925 fusioneerde het Belgisch Olympisch Comité met de “Comité National d’Education Physique” – NC/BOC – met IOC- en BOC-voorzitter Henri de Baillet Latour aan het hoofd. Door deze fusie ontstond een koepelstructuur die het BOC, de sport- en turnbonden en de LO-protagonisten bijeenbracht.

### 1965, het begin van een nieuw tijdperk
Toen Ridder Raoul Mollet in 1965 het roer van het Belgisch Olympisch Comité in handen nam werd als het ware een nieuw tijdperk ingeluid. Het was het begin van een periode die werd gekenmerkt door het zoeken naar een financiële autonomie en door de keuze voor professionalisme van de leiders.
Ridder Raoul Mollet omringde zich met jonge talentrijke deskundigen zoals de jonge dokter Jacques Rogge die zich vooral ging toeleggen op topsport en meer bepaald op het objectief selecteren van topsporters en het opstellen en verfijnen van selectiecriteria. Ook met Adrien Vanden Eede, toen secretaris-generaal van het BOIC en later ook van het EOC, vormde hij een succesvol duo, vooral op het vlak van de financiering van de topsport en sportmarketing.
Niet enkel nationaal maar ook internationaal speelde Raoul Mollet een rol van betekenis. In 1967 lanceerde hij samen met andere voorzitters van Europese comités het idee om een Vereniging van Nationale Europese Olympische Comités op te richten, the Association of National Olympic Committees. In 1989 kreeg hij uit handen van Juan Antonio Samaranch de Gouden Olympische Orde.

### 1978: BOC wordt BOIC
In 1978 veranderde het Belgisch Olympisch Comité van naam Het Belgisch Olympisch en Interfederaal Comité handelde nu ook als coördinatieorgaan van de meeste sportfederaties van het land. Vanaf dat ogenblik vertegenwoordigt het BOIC zowel de olympische als de niet-olympische federaties.
In oktober 1985, onder impuls van Ridder Raoul Mollet, werden de Lentespelen gelanceerd. Deze Spelen trokken zo’n 450.000 jongeren aan die werden aangemoedigd en bijgestaan in de keuze van gezonde en aangepaste sportactiviteiten.
Op 18 maart 1989 volgde Jacques Rogge Raoul Mollet op als voorzitter van het BOIC. Op initiatief van Jacques Rogge organiseerde het Belgisch Olympisch en Interfederaal Comité in 1991 de eerste European Youth Olympic Days in Brussel (nu het European Youth Olympic Festival - EYOF genoemd). In 2001 kwam Guido De Bondt, toenmalig secretaris-generaal van het BOIC, aan het hoofd van de Commissie European Youth Olympic Festival van de Europese Olympische Comités (EOC).

### Het BOIC na de eeuwwisseling
Op 16 juli 2001 werd de Belg Jacques Rogge aangeduid als opvolger van de Spanjaard Juan Antonio Samaranch als voorzitter van het Internationaal Olympisch Comité. In 2002 verdwenen twee kenmerkende figuren van het Belgisch Olympisme, Ridder Raoul Mollet en Prins Alexandre de Merode.
In 2004 nam Pierre-Olivier Beckers het voorzitterschap van het BOIC over. Twee jaar later, op 18 februari 2006, vierde het BOIC zijn honderdjarig bestaan in Hotel Ravenstein in Brussel. Voor zijn verdiensten in de bedrijfs- en de sportwereld ontving hij in 2012 de eretitel van baron. In datzelfde jaar werd hij tijdens de 124e sessie van het Internationaal Olympisch Comité in Londen verkozen als IOC-lid.
Op 10 september 2021 werd ex-tafeltennisser Jean-Michel Saive verkozen als opvolger. Saive stond maar liefst zeven keer op de Olympische Spelen en was reeds vice-voorzitter van het BOIC. Zijn mandaat loopt tot 2025.

### Visuele identiteit

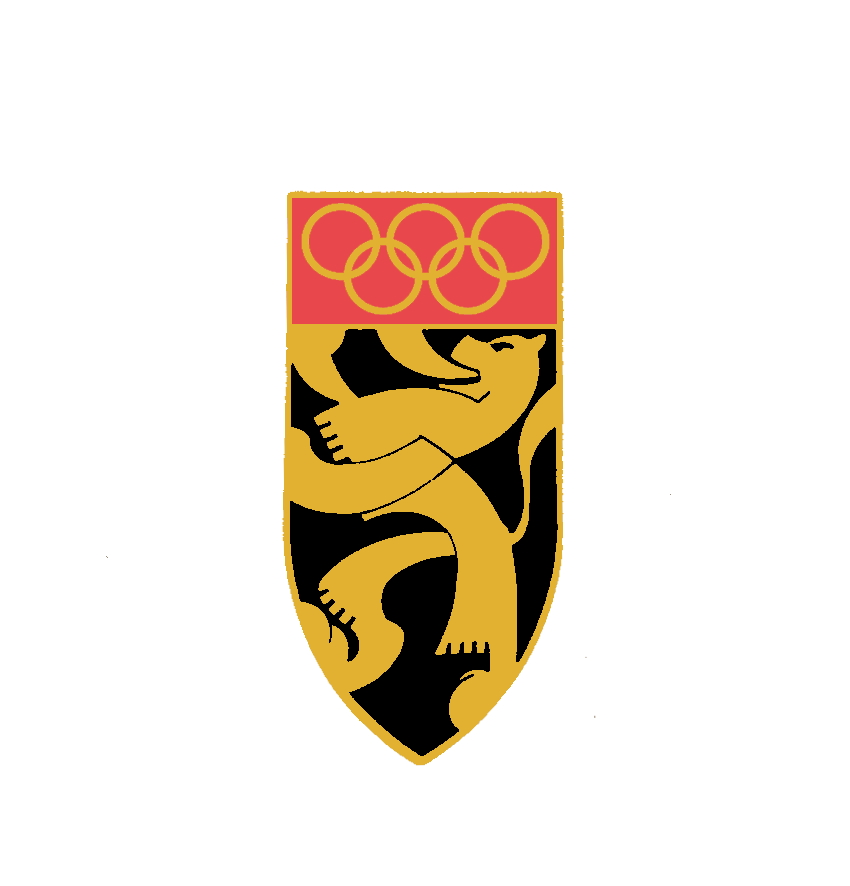
Logo van het BOC-BOIC van 1906 tot 1991
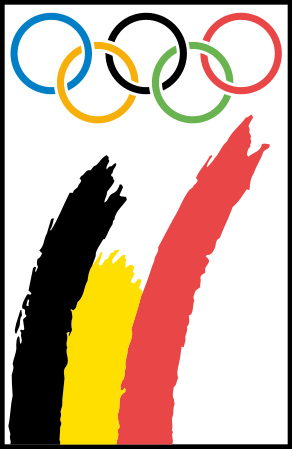
Logo van het BOIC van 1991 tot 2014
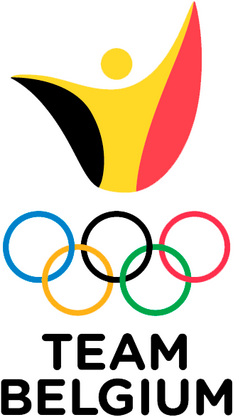
Logo van het BOIC sinds mei 2014

## België op de Olympische Spelen

### Olympische Zomerspelen
| Spelen              | Vrouwen           | Mannen            | Totaal            | Goud              | Zilver            | Brons             | Totaal            | Rang |
| ------------------- | ----------------- | ----------------- | ----------------- | ----------------- | ----------------- | ----------------- | ----------------- | ---- |
| 1896 Athene         |                   | Geen deelname     | Geen deelname     | Geen deelname     | Geen deelname     | Geen deelname     |                   |      |
| 1900 Parijs         | 0                 | 58                | 58                | 5                 | 5                 | 5                 | 15                | 6e   |
| 1904 Saint-Louis    |                   | Geen deelname     | Geen deelname     | Geen deelname     | Geen deelname     | Geen deelname     |                   |      |
| 1908 Londen         | 0                 | 74                | 74                | 1                 | 5                 | 2                 | 8                 | 10e  |
| 1912 Stockholm      | 1                 | 45                | 46                | 2                 | 1                 | 3                 | 6                 | 13e  |
| 1920 Antwerpen      | 9                 | 332               | 341               | 14                | 11                | 11                | 36                | 5e   |
| 1924 Parijs         | 5                 | 169               | 174               | 3                 | 7                 | 3                 | 13                | 10e  |
| 1928 Amsterdam      | 9                 | 171               | 180               | 0                 | 1                 | 2                 | 3                 | 29e  |
| 1932 Los Angeles    | 1                 | 6                 | 7                 | 0                 | 0                 | 0                 | 0                 | -    |
| 1936 Berlijn        | 5                 | 116               | 121               | 0                 | 0                 | 2                 | 2                 | 29e  |
| 1948 Londen         | 17                | 133               | 150               | 2                 | 2                 | 3                 | 7                 | 15e  |
| 1952 Helsinki       | 5                 | 135               | 140               | 2                 | 2                 | 0                 | 4                 | 14e  |
| 1956 Melbourne      | 4                 | 58                | 62                | 0                 | 2                 | 0                 | 2                 | 28e  |
| 1960 Rome           | 8                 | 93                | 101               | 0                 | 2                 | 2                 | 4                 | 26e  |
| 1964 Tokio          | 1                 | 64                | 65                | 2                 | 0                 | 1                 | 3                 | 20e  |
| 1968 Mexico         | 5                 | 77                | 82                | 0                 | 1                 | 1                 | 2                 | 36e  |
| 1972 München        | 6                 | 84                | 90                | 0                 | 2                 | 0                 | 2                 | 29e  |
| 1976 Montreal       | 25                | 79                | 104               | 0                 | 3                 | 3                 | 6                 | 28e  |
| 1980 Moskou         | 16                | 45                | 61                | 1                 | 0                 | 0                 | 1                 | 23e  |
| 1984 Los Angeles    | 15                | 52                | 67                | 1                 | 1                 | 2                 | 4                 | 21e  |
| 1988 Seoul          | 25                | 34                | 59                | 0                 | 0                 | 2                 | 2                 | 44e  |
| 1992 Barcelona      | 25                | 42                | 67                | 0                 | 1                 | 2                 | 3                 | 44e  |
| 1996 Atlanta        | 20                | 41                | 61                | 2                 | 2                 | 2                 | 6                 | 31e  |
| 2000 Sydney         | 31                | 37                | 68                | 0                 | 2                 | 3                 | 5                 | 55e  |
| 2004 Athene         | 19                | 31                | 50                | 1                 | 0                 | 2                 | 3                 | 51e  |
| 2008 Peking         | 17                | 78                | 95                | 2                 | 0                 | 0                 | 2                 | 37e  |
| 2012 Londen         | 42                | 69                | 111               | 0                 | 1                 | 2                 | 3                 | 60e  |
| 2016 Rio de Janeiro | 35                | 69                | 104               | 2                 | 2                 | 2                 | 6                 | 35e  |
| 2020 Tokio          | 55                | 70                | 125               | 3                 | 1                 | 3                 | 7                 | 28e  |
| 2024 Parijs         | 85                | 87                | 172               | 3                 | 1                 | 6                 | 10                | 25e  |
| 2028 Los Angeles    | Aankomende Spelen | Aankomende Spelen | Aankomende Spelen | Aankomende Spelen | Aankomende Spelen | Aankomende Spelen | Aankomende Spelen |      |
| 2032 Brisbane       | Aankomende Spelen | Aankomende Spelen | Aankomende Spelen | Aankomende Spelen | Aankomende Spelen | Aankomende Spelen | Aankomende Spelen |      |
| Total               | 486               | 2349              | 2835              | 46                | 55                | 64                | 165               |      |

### Olympische Winterspelen
| Spelen                      | Vrouwen           | Mannen            | Totaal            | Goud              | Zilver            | Brons             | Totaal | Rang |
| --------------------------- | ----------------- | ----------------- | ----------------- | ----------------- | ----------------- | ----------------- | ------ | ---- |
| 1924 Chamonix               | 1                 | 17                | 18                | 0                 | 0                 | 1                 | 1      | 10e  |
| 1928 Saint-Moritz           | 1                 | 24                | 25                | 0                 | 0                 | 1                 | 1      | 8e   |
| 1932 Lake Placid            | 1                 | 5                 | 6                 | 0                 | 0                 | 0                 | -      | -    |
| 1936 Garmisch-Partenkirchen | 3                 | 24                | 27                | 0                 | 0                 | 0                 | -      | -    |
| 1948 Sankt-Moritz           | 1                 | 10                | 11                | 1                 | 1                 | 0                 | 2      | 9e   |
| 1952 Oslo                   | -                 | 9                 | 9                 | 0                 | 0                 | 0                 | -      | -    |
| 1956 Cortina d'Ampezzo      | -                 | 4                 | 4                 | 0                 | 0                 | 0                 | -      | -    |
| 1960 Squaw Valley           |                   | Geen deelname     | Geen deelname     | Geen deelname     | Geen deelname     | Geen deelname     |        |      |
| 1964 Innsbruck              | 1                 | 6                 | 7                 | 0                 | 0                 | 0                 | -      | -    |
| 1968 Grenoble               |                   | Geen deelname     | Geen deelname     | Geen deelname     | Geen deelname     | Geen deelname     |        |      |
| 1972 Sapporo                | -                 | 1                 | 1                 | 0                 | 0                 | 0                 | -      | -    |
| 1976 Innsbruck              | 1                 | 3                 | 4                 | 0                 | 0                 | 0                 | -      | -    |
| 1980 Lake Placid            | -                 | 2                 | 2                 | 0                 | 0                 | 0                 | -      | -    |
| 1984 Sarajevo               | 2                 | 2                 | 4                 | 0                 | 0                 | 0                 | -      | -    |
| 1988 Calgary                | 1                 | -                 | 1                 | 0                 | 0                 | 0                 | -      | -    |
| 1992 Albertville            | 1                 | 4                 | 5                 | 0                 | 0                 | 0                 | -      | -    |
| 1994 Lillehammer            | 3                 | 2                 | 5                 | 0                 | 0                 | 0                 | -      | -    |
| 1998 Nagano                 | -                 | 1                 | 1                 | 0                 | 0                 | 1                 | 1      | 22e  |
| 2002 Salt Lake City         | -                 | 6                 | 6                 | 0                 | 0                 | 0                 | -      | -    |
| 2006 Turijn                 | -                 | 4                 | 4                 | 0                 | 0                 | 0                 | -      | -    |
| 2010 Vancouver              | 4                 | 4                 | 8                 | 0                 | 0                 | 0                 | -      | -    |
| 2014 Sotchi                 | 4                 | 3                 | 7                 | 0                 | 0                 | 0                 | -      | -    |
| 2018 Pyeongchang            | 9                 | 13                | 22                | 0                 | 1                 | 0                 | 1      | 25e  |
| 2022 Peking                 | 8                 | 11                | 19                | 1                 | 0                 | 1                 | 2      | 21e  |
| 2026 Milaan-Cortina         | Aankomende Spelen | Aankomende Spelen | Aankomende Spelen | Aankomende Spelen | Aankomende Spelen | Aankomende Spelen |        |      |
| Total                       | 41                | 155               | 196               | 2                 | 2                 | 4                 | 8      |      |

### Belgische vlaggendragers op de Olympische Spelen

#### Olympische Zomerspelen
| Spelen              | Vlaggendrager                              | Sport                                      |
| ------------------- | ------------------------------------------ | ------------------------------------------ |
| 1896 Athene         | Geen openingsceremonie                     | Geen openingsceremonie                     |
| 1900 Parijs         | Geen openingsceremonie                     | Geen openingsceremonie                     |
| 1904 Saint-Louis    | Geen openingsceremonie                     | Geen openingsceremonie                     |
| 1908 Londen         |                                            |                                            |
| 1912 Stockholm      |                                            |                                            |
| 1920 Antwerpen      | Victor Boin                                | Schermen                                   |
| 1924 Parijs         |                                            |                                            |
| 1928 Amsterdam      |                                            |                                            |
| 1932 Los Angeles    |                                            |                                            |
| 1936 Berlijn        | Édouard Écuyer de le Court                 | Vijfkamp                                   |
| 1948 Londen         | Charles Vijt                               | Vijfkamp                                   |
| 1952 Helsinki       | Charles Debeur                             | Schermen                                   |
| 1956 Melbourne      | André Nelis                                | Zeilen                                     |
| 1960 Rome           | André Nelis                                | Zeilen                                     |
| 1964 Tokio          | Gaston Roelants                            | Atletiek                                   |
| 1968 Mexico         | Gaston Roelants                            | Atletiek                                   |
| 1972 München        | Gaston Roelants                            | Atletiek                                   |
| 1976 Montreal       | Gaston Roelants                            | Atletiek                                   |
| 1980 Moskou         | Openingsceremonie onder de Olympische vlag | Openingsceremonie onder de Olympische vlag |
| 1984 Los Angeles    | Edgar Henri Cuepper                        | Paardrijden                                |
| 1988 Seoul          | Dirk Crois                                 | Roeien                                     |
| 1992 Barcelona      | Frans Peeters                              | Kleiduifschieten                           |
| 1996 Atlanta        | Jean-Michel Saive                          | Tafeltennis                                |
| 2000 Sydney         | Ulla Werbrouck                             | Judo                                       |
| 2004 Athene         | Jean-Michel Saive                          | Tafeltennis                                |
| 2008 Peking         | Sébastien Godefroid                        | Zeilen                                     |
| 2012 Londen         | Tia Hellebaut                              | Atletiek                                   |
| 2016 Rio de Janeiro | Olivia Borlée                              | Atletiek                                   |
| 2020 Tokio          | Nafissatou Thiam                           | Atletiek                                   |
| 2020 Tokio          | Félix Denayer                              | Hockey                                     |
| 2024 Parijs         | Emma Meesseman                             | Basketball                                 |
| 2024 Parijs         | Jérôme Guéry                               | Jumping                                    |

#### Olympische Winterspelen
| Spelen                      | Vlaggendrager        | Sport          |
| --------------------------- | -------------------- | -------------- |
| 1924 Chamonix               |                      |                |
| 1928 Saint-Moritz           |                      |                |
| 1932 Lake Placid            |                      |                |
| 1936 Garmisch-Partenkirchen | Eric De Spoelberch   | Bobslee        |
| 1948 Sankt-Moritz           | Max Houben           | Bobslee        |
| 1952 Oslo                   |                      |                |
| 1956 Cortina d'Ampezzo      |                      |                |
| 1960 Squaw Valley           | Geen deelname        | Geen deelname  |
| 1964 Innsbruck              |                      |                |
| 1968 Grenoble               | Geen deelname        | Geen deelname  |
| 1972 Sapporo                | Robert Blanchaer     | Skiën          |
| 1976 Innsbruck              | Robert Blanchaer     | Skiën          |
| 1980 Lake Placid            | Henri Mollin         | Skiën          |
| 1984 Sarajevo               | Henri Mollin         | Skiën          |
| 1988 Calgary                | Katrien Pauwels      | Kunstschaatsen |
| 1992 Albertville            | Geert Blanchart      | Snelschaatsen  |
| 1994 Lillehammer            | Bea Pintens          | Snelschaatsen  |
| 1998 Nagano                 | Conrad Alleblas      | Snelschaatsen  |
| 2002 Salt Lake City         | Simon Van Vossel     | Snelschaatsen  |
| 2006 Turijn                 | Kevin Van der Perren | Kunstschaatsen |
| 2010 Vancouver              | Kevin Van der Perren | Kunstschaatsen |
| 2014 Sotchi                 | Hanna Mariën         | Bobslee        |
| 2018 Pyeongchang            | Seppe Smits          | Snowboarden    |
| 2022 Peking                 | Loena Hendrickx      | Kunstschaatsen |
| 2022 Peking                 | Armand Marchant      | Skiën          |

### Delegatieleiders (Olympische Zomerspelen)
| Spelen              | Delegatieleider     |
| ------------------- | ------------------- |
| 1980 Moskou         | Jacques Rogge       |
| 1984 Los Angeles    | Jacques Rogge       |
| 1988 Seoul          | Jacques Rogge       |
| 1992 Barcelona      | Jan Peeters         |
| 1996 Atlanta        | Jan Peeters         |
| 2000 Sydney         | Roger Van Meerbeeck |
| 2004 Athene         | Robert Van de Walle |
| 2008 Peking         | Philippe Rogge      |
| 2012 Londen         | Eddy De Smedt       |
| 2016 Rio de Janeiro | Eddy De Smedt       |
| 2020 Tokio          | Olav Spahl          |

## Structuur

### Voorzitters
| Periode      | Voorzitter                                  |
| ------------ | ------------------------------------------- |
| 1906 - 1923  | Édouard de Laveleye & Cyrille Van Overbergh |
| 1923 - 1942  | Henri de Baillet Latour                     |
| 1942 - 1945  | Albert de Ligne                             |
| 1945 - 1955  | Rodolphe William Seeldrayers                |
| 1955 - 1965  | Victor Boin                                 |
| 1965 - 1989  | Raoul Mollet                                |
| 1989 - 1992  | Jacques Rogge                               |
| 1992 - 1998  | Adrien Vanden Eede                          |
| 1998 - 2004  | François Narmon                             |
| 2004 - 2021  | Pierre-Olivier Beckers-Vieujant             |
| 2021 - heden | Jean-Michel Saive                           |

### Aangesloten sportbonden
| Sport            | Sportbond                                                  |
| ---------------- | ---------------------------------------------------------- |
| Atletiek         | Koninklijke Belgische Atletiekbond                         |
| Badminton        | Koninklijke Belgische Badminton Federatie                  |
| Basketbal        | Basketball Belgium                                         |
| Biathlon         | Belgium Biathlon                                           |
| Bobsleeën        | Belgische Federatie voor Bobslee en Skeleton               |
| Boksen           | Koninklijke Belgische Boksbond                             |
| Curling          | Belgian Curling Association                                |
| Gewichtheffen    | Koninklijk Belgisch Gewichtheffersverbond                  |
| Golf             | Koninklijke Belgische Golf Federatie                       |
| Gymnastiek       | Koninklijke Belgische Turnbond                             |
| Handbal          | Koninklijke Belgische Handbalbond                          |
| Handboogschieten | Koninklijke Belgische Federatie voor Handboogschieten      |
| Hockey           | Koninklijke Belgische Hockey Bond                          |
| Honkbal          | Koninklijke Belgische Baseball en Softball Federatie       |
| IJshockey        | Koninklijke Belgische IJshockey Federatie                  |
| Judo             | Koninklijke Belgische Judobond                             |
| Kano - Kajak     | Koninklijk Belgisch Kano Verbond                           |
| Karate           | Belgische Karate Federatie                                 |
| Kleischieten     | Belgische Federatie Kleischieten                           |
| Klimsport        | Climbing & Mountaineering Belgium                          |
| Kunstschaatsen   | Koninklijke Belgische Kunstschaats Federatie               |
| Lacrosse         | Belgian Lacrosse Federation                                |
| Roeien           | Koninklijke Belgische Roeibond                             |
| Rugby            | Belgische Rugby Bond                                       |
| Ruitersport      | Koninklijke Belgische Ruitersport Federatie                |
| Schermen         | Koninklijke Federatie der Belgische Schermkringen          |
| Schieten         | Koninklijke Vereniging der Belgische Schuttersverenigingen |
| Skaten           | Belgische Federatie van Rollersporten                      |
| Skiën            | Koninklijke Belgische Ski Federatie                        |
| Snelschaatsen    | Koninklijke Belgische Snelschaatsfederatie                 |
| Taekwondo        | Belgian Taekwondo Federation                               |
| Tafeltennis      | Koninklijke Belgische Tafeltennisbond                      |
| Tennis           | Koninklijke Belgische Tennisbond                           |
| Triatlon         | Belgian Triathlon                                          |
| Voetbal          | Koninklijke Belgische Voetbalbond                          |
| Volleybal        | Volley Belgium                                             |
| Wielrennen       | Koninklijke Belgische Wielrijdersbond                      |
| Worstelen        | Koninklijke Belgische Worstelbond                          |
| Zeilen           | Royal Belgian Sailing Federation                           |
| Zwemmen          | Koninklijke Belgische Zwembond                             |

## Orde van Verdienste van het Belgisch Olympisch en Interfederaal Comité
In 2013 werd de Orde van Verdienste van het Belgisch Olympisch en Interfederaal Comité in het leven geroepen om Belgische sporters te eren.
- 2013: Eddy Merckx
- 2014: Patrick Sercu en Gaston Roelants
- 2015: Robert Van de Walle
- 2016: Ingrid Berghmans
- 2017: Hanna Mariën
- 2018: Guido De Bondt
- 2019: Roger Moens
- 2020: Anne d'Ieteren
- 2021: Kim Gevaert
- 2022: Roger Lespagnard